# اللجنة التحضيرية لمعاهدة تجارة الأسلحة
اللجنة التحضيرية لمعاهدة تجارة الأسلحة، والتي تعرف باسم اللجنة التحضيرية، ستجتمع أربع مرات بشكل إجمالي؛ وقد اجتمعت مرتين بالفعل.  عُقدت اللجنة التحضيرية الأولى في الفترة من 12 حتى 23 يوليو عام 2010 في الأمم المتحدة في مدينة نيويورك. وعُقدت اللجنة التحضيرية الثانية في الفترة من 28 فبراير حتى 4 مارس عام 2011 في مدينة نيويورك أيضًا.  ومن المقرر عقد اجتماع ثالث في يوليو عام 2011. وقد صممت اللجان التحضيرية لإعداد الدول الأعضاء والمنظمات الدولية والمنظمات غير الحكومية لمفاوضات معاهدة تجارة الأسلحة في عام 2012. وتهدف اللجان التحضيرية لإعداد أعضاء الوفود والمنظمات غير الحكومية للمفاوضات النهائية لمعاهدة تجارة الأسلحة، وتهتم بالقضايا اللوجستية والإجرائية والموضوعية.

## معلومات تاريخية
كانت الدول الأعضاء في الأمم المتحدة تشعر لفترة طويلة بالقلق حيال عدم وجود إطار معياري عالمي لتوجيه عمليات نقل الأسلحة على الصعيد الدولي وتنظيمها. وبعد سنوات من الحملات الدولية من الأفراد والدول، صوتت الجمعية العامة للأمم المتحدة في عام 2006 على التفاوض بشأن معاهدة تجارة الأسلحة في عام 2012.
عندما قررت وفود الأمم المتحدة التفاوض بشأن معاهدة تجارة الأسلحة في عام 2012، ظهرت الرغبة في استضافة سلسلة من المؤتمرات التحضيرية للدول الأعضاء والمجتمع المدني لترتيب المفاوضات النهائية وتنظيمها. وللقيام بذلك، كان من المقرر عقد أربع لجان تحضيرية (أو "PrepComs").
عُقدت اللجنة التحضيرية الأولى في الفترة من 12 حتى 23 يوليو عام 2010 في الأمم المتحدة في مدينة نيويورك. تميزت اللجنة التحضيرية لعام 2010 بتقديم بيان افتتاحي من الممثل السامي لشؤون نزع السلاح. وتمثلت النتائج النهائية للجنة التحضيرية عام 2010 في وضع الخطوط العريضة لمسودة المعاهدة، ومسودة الديباجة، ومسودة الأهداف والمقاصد وثلاث وثائق من مجموعة أصدقاء الرئيس حول النطاق والمؤشرات وتنفيذ المعاهدة النهائية لتجارة الأسلحة.
ستُعقد اللجنة التحضيرية الثالثة في يوليو عام 2011.
وبالإضافة إلى اللجان التحضيرية الأربع، تم جمع فريق من الخبراء الحكوميين لمناقشة التحديات المحتملة التي تواجه معاهدة تجارة الأسلحة وبحثها.

## المشاركون
حضر اجتماع اللجنة التحضيرية الثاني الدول الأعضاء في الأمم المتحدة، والمنظمات غير الحكومية، والمنظمات الدولية. وقد تم تكليف هؤلاء المشاركين بمعالجة المؤشرات والنطاق المحتمل لمعاهدة تجارة الأسلحة. وقد عُقدت اللجنة التحضيرية للمؤتمر في مبنى الأمم المتحدة في مدينة نيويورك.

## الوثائق التحضيرية
أصدرت اللجنة التحضيرية الثانية وثيقتين تحضيريتين نهائيتين قبل افتتاح المؤتمر. وقد صدر كل من جدول الأعمال المؤقت وبرنامج العمل المؤقت وتم توزيعهما على المشاركين في اللجنة التحضيرية. وحددت هذه الوثائق الفترة الزمنية اللوجستية للمؤتمر.

## البيانات والنتائج
تضمن اجتماع اللجنة التحضيرية الثاني العديد من القضايا الرئيسية التي تم تكليفها بمعالجتها. تم إعطاء كل من النطاق، والمعايير والمؤشرات، والتعاون والمساعدة الدوليين يوم كامل من البيانات.  وقدمت المنظمة الدولية لائتلاف مكافحة الأسلحة عرضًا تقديميًا. وقد أصدر الرئيس، روبرتو غارسيا موريتان، ثلاث وثائق خاصة بالنطاق، والمعايير والمؤشرات، والتعاون والمساعدة الدوليين؛ كما أصدر الرئيس مشروع وثيقة.